# Журавлёвское (озеро)
Журавлёвское (фин. Raakolanjärvi) — пресноводное озеро на территории Красноозёрного сельского поселения Приозерского района Ленинградской области.

## Физико-географическая характеристика
Площадь озера — 3,2 км². Располагается на высоте 62,9 метров над уровнем моря.
Форма озера немного продолговатая: оно почти на три километра вытянуто с юго-запада на северо-восток. Берега каменисто-песчаные, местами заболоченные.
С восточной стороны озера вытекает ручей Вихляй, впадающий в озеро Морозовское, откуда вытекает ручей Вертинок, впадающий в озеро Нижнее Посадское. Из последнего вытекает ручей Горюнец, впадающий с левого берега в реку Волчью, впадающую в озеро Вуокса.
По центру озера расположен один небольшой по площади остров Срединный (фин. Selkäsaari).
К востоку от озера проходит просёлочная дорога.
Населённые пункты вблизи водоёма отсутствуют.
Код объекта в государственном водном реестре — 01040300211102000012226.